# ミゲル・ペレス・ジュニア
ミゲル・ペレス・ジュニア（Jose Miguel Perez Jr.、1966年4月22日 - ）は、プエルトリコ・カロリーナ出身のプロレスラー（生年は1960年または1963年と諸説あり、出身地もアメリカ合衆国のペンシルバニア州ピッツバーグとされる場合もある）。
かつて誌上などでは「ミグエル・ペレス・ジュニア」と表記されていた。

## 来歴
父は1960年代にニューヨークのWWWFで活躍したミゲル・ペレス。高校時代までバスケットボールで活動した後、父の影響で1985年4月29日にサンフアンでエリック・エンブリーを相手にデビュー。デビュー前はルー・テーズにもレスリングの指導を受けた。
プエルトリコでは父と同じくカルロス・コロン主宰のWWCを長らく主戦場とし、8月には全日本プロレスに来日。1986年2月28日には馳浩のデビュー戦の相手も務めた。1989年2月、1990年10月、1991年1月には3年連続で新日本プロレスに参戦。12月にはW★INGプロモーションに来日。同年はメキシコのUWA（LLI）やEMLLにも出場した。
1992年2月16日にはW★INGの後楽園ホール大会で、アイスマン（リッキー・サンタナ）を相手にWWCカリビアン・ヘビー級王座の防衛戦を行ったが、12月28日に金村ゆきひろにタイトルを奪われた。同年はアメリカにも進出し、6月16日にWCWのNWA世界タッグ王座決定トーナメントにリッキー・サンタナと組んで出場したが、1回戦でスタイナー・ブラザーズに敗退している。
1993年から1995年にかけてW★INGに再三来日し、タイトル戦線やデスマッチで活躍。ザ・ヘッドハンターズらと共に常連外国人選手となった。当初はビクター・キニョネス率いる「プエルトリコ軍団」の一員だったが、その後W★ING陣営に加わり、金村とのタッグチーム「ニュー・カリビアン・エクスプレス」で活動した。一方、アメリカでは1993年3月、ヘッドハンターズと共にECWに参戦。1995年3月にはWWFに出場。メキシコでは1996年9月27日に、LLIでカネックのUWA世界ヘビー級王座に挑戦している。
1997年6月、WWFでサビオ・ベガをリーダーに、プエルトリコ系選手によるロス・ボリクアス（Los Boricuas）を結成。ファルーク率いる黒人至上主義軍団ネーション・オブ・ドミネーションや、クラッシュ率いる白人バイカー軍団ディサイプルズ・オブ・アポカリプスと軍団抗争を展開した。9月から10月にかけては、当時ザ・ヘッドバンガーズが保持していたWWF世界タッグ王座にも挑戦した。
地元プエルトリコのWWCでは、1980年代から北米タッグ王座、北米ヘビー級王座、プエルトリコ・ヘビー級王座、カリビアン・タッグ王座、世界タッグ王座、カリビアン・ヘビー級王座と、団体のベルトを総なめにしている。
2000年代にはIWAでもハードコア王座、世界ヘビー級王座を獲得。タッグでもサビオ・ベガ、アビス、バイソン・スミスらと組んでIWA世界タッグ王座を奪取した。
2000年以降はプエルトリコに戻り、IWAでファイトした。セミリタイア後はIWAのスタッフとして活動している。

## 得意技
- ムーンサルト・アタック
- パワーボム
- チン・クラッシャー

## 獲得タイトル
ワールド・レスリング・カウンシル
- WWCプエルトリコ・ヘビー級王座 : 4回
- WWC北米ヘビー級王座 : 1回
- WWC北米タッグ王座 : 3回（w / ウラカン・カスティーヨ・ジュニア、ビッグ・レッド、トニー・アトラス）
- WWC世界タッグ王座 : 2回（w / ウラカン・カスティーヨ・ジュニア）
- WWCカリビアン・タッグ王座 : 5回（w / ウラカン・カスティーヨ・ジュニア）

インターナショナル・レスリング・アソシエーション
- IWAハードコア王座 : 1回
- IWA世界ヘビー級王座 : 1回
- IWA世界タッグ王座 : 8回（w / ウラカン・カスティーヨ・ジュニア×3、ヌエボ・グラン・アポロ×1、サビオ・ベガ×2、アビス×1、バイソン・スミス×1）

ドミニカン・レスリング・エンターテインメント
- DWE世界タッグ王座 : 1回（w / サビオ・ベガ）